# Puerto El Carmen de Putumayo
Puerto El Carmen de Putumayo, oder kurz: Puerto El Carmen, ist eine Ortschaft und die einzige Parroquia urbana im Kanton Putumayo der ecuadorianischen Provinz Sucumbíos. Die Parroquia besitzt eine Fläche von 1206 km². Beim Zensus 2010 wurden 3451 Einwohner gezählt. Davon lebten 2197 Einwohner im Hauptort.

## Lage
Die Parroquia Puerto El Carmen de Putumayo liegt im Amazonastiefland im äußersten Nordosten von Ecuador an der kolumbianischen Grenze. Der Río Putumayo fließt entlang der nördlichen Verwaltungsgrenze in Richtung Ostsüdost. Im Süden wird das Gebiet vom Río Güepí begrenzt. Dieser bildet dabei auf einem kurzen Abschnitt die Grenze zu Peru. Der etwa 220 m hoch gelegene Ort Puerto El Carmen de Putumayo befindet sich 113 km östlich der Provinzhauptstadt Nueva Loja. Der Ort liegt an der Einmündung des Río San Miguel in den Río Putumayo. Am gegenüber liegenden Flussufer des Río Putumayo befindet sich der kolumbianische Grenzort Puerto Ospina. Puerto El Carmen de Putumayo bildet den Endpunkt der Fernstraße E10, die den Ort mit Nueva Loja verbindet.
Die Parroquia Puerto El Carmen de Putumayo grenzt im Norden an Kolumbien, im Osten an die Parroquia Puerto Rodríguez, im äußersten Südosten an Peru, im Süden an die Parroquia Cuyabeno (Kanton Cuyabeno), im Südwesten an die Parroquia Puerto Bolívar, im Westen an die Parroquia Palma Roja sowie im Nordwesten an die Parroquia Santa Elena.

## Orte und Siedlungen
In der Parroquia gibt es folgende Comunidades: San Rafael, Lorenzó, El Litoral, Nueva Montepa, Aguas Blancas, Papaya Chica, Puerto El Carmen, Sandiyacu, Vinita, 12 de Abril, Manzayá 1, Manzayá 2 und Puerto Riera.

## Geschichte
Erste Siedler ließen sich 1932 auf einer Insel an der Mündung des Río San Miguel nieder. 1937 wurde die Parroquia unter der Bezeichnung "Putumayo" im Kanton Sucumbíos gegründet. Da der ursprüngliche Ort mehrmals von Überschwemmungen betroffen war, wurde der Ort auf die nahe gelegene Tierra Firme verlegt. Dabei erhielt der Ort seinen heutigen Namen. Am 8. August 1998 wurde der Kanton Putumayo gegründet und Puerto El Carmen de Putumayo wurde eine Parroquia urbana und Sitz der Kantonsverwaltung.

## Ökologie
Der Süden der Parroquia liegt innerhalb der Reserva de Producción de Fauna Cuyabeno.